# Gizama undilinealis
Gizama undilinealis là một loài bướm đêm trong họ Erebidae.